# Пассуш, Мануэл
Мануэл Пассуш Фернандеш (порт. Manuel Passos Fernandes, 26 марта 1922, Машику, Мадейра — 10 января 1980) — португальский футболист, защитник.

## Биография
Мануэл Пассуш родился 26 марта 1922 года в португальском городе Машику.
Играл в футбол на позиции защитника. В 1940—1943 годах играл за КУФ из Баррейру.
В 1947—1958 годах защищал цвета лиссабонского «Спортинга», в составе которого пять раз выигрывал чемпионат Португалии (1949, 1951—1954), один раз — Кубок страны (1954). Провёл в чемпионате Португалии 197 матчей, забил 1 мяч.
В 1952—1957 годах провёл 17 матчей за сборную Португалии, мячей не забивал. В 15 матчах был капитаном команды. Дебютировал в сборной Португалии 23 ноября 1952 года в Порту в товарищеском поединке против Австрии (1:1), последний матч провёл 24 марта 1957 года в Оэйраше против Франции (0:1).
Умер 10 января 1980 года.

## Достижения

### Командные
Спортинг
- Чемпион Португалии (5): 1949, 1951, 1952, 1953, 1954
- Обладатель Кубка Португалии (1): 1954
- Бронзовый призёр Латинского кубка: 1953